# Dana Cejnková
Dana Cejnková (6. září 1944 – 20. července 2020) byla česká archeoložka, v letech 1968–2008 vedoucí archeologického oddělení Muzea města Brna.
Provedla řadu archeologických výzkumů (např. na místě zaniklého benediktinského kláštera v Brně-Komárově, ve Starobrněnském klášteře nebo v bývalém kartuziánském klášteře v Králově Poli) a autorsky se podílela na mnoha výstavách. Zemřela ve věku 75 let.

## Výstavy
výběr
- „Vítejte v královském městě Brně“ (1993)
- „Keltové. Život na Moravě před více než dvěma tisící lety“ (1995)
- „V Brně před pěti sty lety“ (1997)
- „Moravští Lucemburkové“ (2000)
- „Římané a Germáni. Nepřátelé, rivalové, sousedé“ (2003)
- „Sága moravských Přemyslovců“ (2006)